# Mushin (Nigeria)
Mushin ist eine Local Government Area (LGA) im Bundesstaat Lagos. Sie hat etwa 870.100 Einwohner und ist ein Teil der Metropolregion Lagos. Mit einer Einwohnerzahl von über 50.000 Personen pro Quadratkilometer zählt sie zu den am dichtesten besiedeltsten LGAs.
Nach der Unabhängigkeit von Großbritannien 1960 gab es eine große Abwanderung aus dem Stadtzentrum in die Vorstädte. Dies führte zu einer starken Überbevölkerung. In der Folge führten schlechte sanitäre Einrichtungen und unzureichende Wohnverhältnisse zu schlechten Lebensbedingungen. Seit dem Aufkommen der Industrialisierung in Nigeria ist Mushin jedoch einer der größten Nutznießer der industriellen Expansion geworden und viele industrielle Fertigungsbetriebe haben sich hier angesiedelt.
Die Stadt beherbergt ein Krankenhaus sowie Bildungseinrichtungen, die bis zum Sekundarschulniveau reichen. Mushin liegt an der Kreuzung von Straßen nach Lagos, Shomolu und Ikeja. Die meisten Einwohner gehören dem Volk der Yoruba an, weshalb Yoruba auch die am häufigsten gesprochene Sprache ist.